# Phrünisz
Phrünisz  (Φρῦνις, Mütiléné, kb. Kr. e. 490 – 420) ókori görög kitharódosz és nomosz-szerző. Egyetlen műve sem maradt fenn.
A kitharódia leszboszi iskolájához tartozott, mestere Arisztokleidész volt, aki magát Terpandrosz egyenes ági leszármazottjának vallotta. Phrünisz előbb auloszjátékos volt, ami közrejátszhatott a kitharajátékban bevezetett újításaiban. Leszboszról Kr. e. 450 körül érkezett Athénba, ahol népszerűségre tett szert. Zenei innovációit a komédiaszerzők gyakran kifigurázták.
Neki tulajdonítják az eredetileg héthúros líra kiegészítését kilenchúrosra. Plutarkhosz szerint mikor Spártában járt, az egyik ephorosz a kilenc húrból kettőt levágott.
Elsőként nyert a Panathénaia fesztivál zenei versenyén, valószínűleg Kr. e. 445-ben. Timotheosz egyik tanítója volt, aki egy versenyen később legyőzte őt.